# Czartorysk (stacja kolejowa)
Czartorysk (ukr. Чарторийськ) – stacja kolejowa w miejscowości Cminy, w rejonie kamieńskim, w obwodzie wołyńskim, na Ukrainie. Położona jest na linii Sarny – Kowel.
Nazwa pochodzi od pobliskiej wsi Czartorysk.

## Historia
Stacja powstała w czasach carskich pomiędzy stacjami Rafałówka i Maniewicze.